# Methanocaldococcus
Methanocaldococcus, antiguamente conocido como Methanococcus, es un género de arqueas metanógenas en forma de coco. Todas son mesófilos, excepto M. thermolithotrophicus que es termófilo y M. jannaschii que es hipertermófilo. Este último se descubrió en la base de la chimenea de un hábitos blanco a 21°N en el Dorsal del Pacífico Oriental. La suya fue el primer genoma de cualquier archaea en ser secuenciado en su totalidad, revelando muchos elementos novedosos y similitudes con los genomas eucarióticas.

## Nomenclatura
El nombre Methanocaldococcus tiene raíces latinos y griegos, methano por metano, caldo por caliente, y el griego kokkos para célula esférica.  En todo, es célula esférica que produce metano a temperaturas altas.

## Metabolismo
Todas de las especies de Methanocaldococcus son metanógenas obligadas.  Usan hidrógeno para reducir el dióxido de carbono. A diferencia de unas otras especies de Euryarchaeota, no pueden utilizar formiato, acetato, metanol o metilaminas como sustratos.

## Otras lecturas

### Libros científicos
- Whitman, WB (2001). «Genus I. Methanocaldococcus gen. nov.».  En DR Boone; RW Castenholz, eds. Bergey's Manual of Systematic Bacteriology Volume 1: The Archaea and the deeply branching and phototrophic Bacteria (2nd edición). New York: Springer Verlag. ISBN 978-0-387-98771-2.
- Whitman WB; Boone DR; Koga Y (2001). «Family II. Methanocaldococcaceae fam. nov.».  En DR Boone; RW Castenholz, eds. Bergey's Manual of Systematic Bacteriology Volume 1: The Archaea and the deeply branching and phototrophic Bacteria (2nd edición). New York: Springer Verlag. ISBN 978-0-387-98771-2.

### Bases de datos científicos
- PubMed
- PubMed Central
- Google Scholar